# Dimitri Mitropoulos
Dimitri Mitropoulos, född den 18 februari 1896 i Aten, Grekland, död den 2 november 1960 i Milano, Italien, var en grekisk dirigent, pianist och kompositör, verksam i USA.

## Biografi
Mitropoulos var son till Yannis och Angelike  Mitropoulos, vilka ägde en läderbutik i Aten. Han var musikaliskt brådmogen och visade sin förmåga i tidig ålder. Under sin gymnasietid höll han informella musikaliska sammankomster i familjens hus varje lördageftermiddag. Hans tidigaste erkända komposition – en sonat för violin och piano, nu förlorad – kom också från denna tid.
Han studerade musik vid konservatoriet i Aten, i Bryssel och i Berlin, med bl.a. Ferruccio Busoni bland sina lärare. Från 1921 till 1925 biträdde han Erich Kleiber vid Staatsoper Berlin och hade sedan ett antal anställningar i Grekland. På en konsert 1930 med Berlinfilharmonikerna spelade han solodelen av Prokofjevs Pianokonsert nr 3 och ledde orkestern från klaviaturet, och blev en av de första moderna musikerna att göra detta.

### Tiden i USA
Mitropoulos gjorde sin amerikanska debut 1936 med Boston Symphony Orchestra, och bosatte sig senare i landet, för att bli amerikansk medborgare 1946. Från 1937 till 1949 tjänstgjorde han som chefsdirigent för Minneapolis symfoniorkester  (föregångare till dagens Minnesota Orchestra).
År 1949 började Mitropoulos sitt samarbete med New York Philharmonic, som blev höjdpunkten på hans orkesterkarriär. Han var till en början biträdande dirigent till Leopold Stokowski men blev ensam dirigenten 1951.
Mitropoulos försökte nå nya målgrupper i staden genom framträdanden i TV och genom att genomföra en veckas konserter på Roxy Teater, en populär biograf. Han utvidgade Philharmonics repertoar, med verk av nya kompositörer och med symfonier av Gustav Mahler. År 1958 efterträddes han som Philharmonics dirigent av sin  skyddsling, Leonard Bernstein.

### Arbete inom operan
Förutom sin orkesterkarriär hade Mitropoulos en lika viktig roll inom  operarepertoaren. Han dirigerade mycket opera i Italien och från 1954 till sin död 1960 var han chefsdirigent för Metropolitan Opera i New York, även om Met inte officiellt använda den titeln på den tiden. Hans musikaliskt kraftfulla och dramatiskt livfulla föreställningar av Puccini, Verdi, Richard Strauss och andra förblir förebilder för operadirigentens konst. Metropolitans omfattande arkiv av inspelade utsändningar bevarar många av dessa fina presentationer.
Mitropoulos serie inspelningar för Columbia Records med New York Philharmonic inkluderade ett sällsynt komplett genomförande av Alban Bergs Wozzeck. Många av dessa har återutgivets av Sony Classics på CD, däribland helt nyligen hans stereoinspelningar av utdrag ur Prokofjevs Romeo och Julia.
Mitropoulos premiäruppförde många samtida verk. Exempel på detta är den amerikanska premiären av Sjostakovitjs Symfoni nr 10 (1954) och första Violinkonsert (1956) och världspremiärer av Barbers Vanessa (1958), Ernst Kreneks fjärde symfoni (1947), och John J. Beckers Short Symphony ( 1950).

## Betydelse för musikeryrket
Mitropoulos noterades som en förkämpe för modern musik, som t. ex. för medlemmarna i Andra Wienskolan. Han skrev ett antal verk för orkester och soloverk för piano, och arrangerade också en del av Johann Sebastian Bachs orgelverk för orkester. Dessutom uppmuntrade han Leonard Bernsteins intresse av att leda framföranden av Mahlers symfoniska verk. Han hade också urpremiär och spelade in en pianokonsert av Ernst Krenek som solist (tillgänglig på CD), och arbetade med kompositörer i USA som Roger Sessions och Peter Mennin. År 1952 uppmanade han den amerikanske kompositören Philip Bezanson att skriva en pianokonsert, som han hade uruppförande av året därpå. Hans egna kompositioner innefattar bl. a. en pianosonat och operan Soeur Béatrice (1918).